# Wanana
Uanána (Wanano, Guanano, Guanana; Kotiria) je pleme američkih Indijanaca porodice tucanoan sa sreddnjeg toka bazena Uaupése na sjeverozapadu brazilske države Amazonas i susjedne Kolumbije. Sami sebe nazivaju Kotiria. Susjedni Tukano Indijanci zovu ih Okotikana, Cubeo Indijanci Okodyiwa, Tariana Indijanci Panumapa, Brazilci Uanana i Kolumbijci Guanano ili Guanana. 
Uanána-populacija ima između 1.500 i 1.600 osoba, u selima na srednjem toku rijeke koja broje između 30 i 160 stanovnika. Sela se sastoje od kuća napravljenih od zemlje i kore, postavljenih oko plaze na visokoj obali rijeke do koje od kuća vode puteljci do izvučenih kanua. Uanáne žive od uzgoja manioke i ribolova. Manioka im je glavni izvor ugljikohidrata a riba izvor proteina.